# Carlos Julio Martínez
Carlos Julio Martínez (ur. 4 lutego 1994 w Santo Domingo) – dominikański piłkarz hiszpańskiego pochodzenia, występujący na pozycji obrońcy.

## Kariera klubowa

### Villarreal CF C
1 lipca 2013 przeszedł do klubu Villarreal CF C.

### Villarreal CF B
1 lipca 2015 został na stałe przesunięty do drużyny Villarreal CF B. Zadebiutował 12 października 2014 w meczu Segunda División B przeciwko CD Atlético Baleares (0:2).

### Marbella FC
9 lipca 2016 podpisał kontrakt z zespołem Marbella FC. Zadebiutował 20 sierpnia 2016 w meczu Segunda División B przeciwko Recreativo Huelva (3:1). Pierwszą bramkę zdobył 3 grudnia 2017 w meczu ligowym przeciwko UD Melilla (1:2).

### CD Mirandés
9 lipca 2018 przeszedł do klubu CD Mirandés. Zadebiutował 26 sierpnia 2018 w meczu Segunda División B przeciwko CD Izarra (1:1). W sezonie 2018/19 po zwycięskim dwumeczu z CD Atlético Baleares (2:0 i 3:1) w finale baraży o promocję do wyższej klasy rozgrywkowej, awansował do Segunda División. W Segunda División zadebiutował 17 sierpnia 2019 w meczu przeciwko Rayo Vallecano (2:2).

### Miedź Legnica
14 sierpnia 2021 roku dołączył do polskiej drużyny I ligi Miedź Legnica, podpisując roczny kontrakt. 30 stycznia 2023 roku opuścił klub po polubownym rozwiązaniu umowy.

### Atlético Baleares
30 stycznia 2023, w dniu rozwiązania umowy z Miedzią, podpisał obowiązujący do końca sezonu 2022/2023 kontrakt z Atlético Baleares.

## Kariera reprezentacyjna
W 2012 otrzymał powołanie do reprezentacji Dominikany. Zadebiutował 7 grudnia 2012 w meczu eliminacji do Złotego Pucharu CONCACAF 2013 przeciwko reprezentacji Antigui i Barbudy (1:2).

## Statystyki

### Klubowe
(aktualne na dzień 3 września 2020)
| Klub               | Sezon              | Liga               | Liga  | Liga   | Puchar kraju | Puchar kraju | Suma  | Suma   |
| Klub               | Sezon              | Liga               | Mecze | Bramki | Mecze        | Bramki       | Mecze | Bramki |
| ------------------ | ------------------ | ------------------ | ----- | ------ | ------------ | ------------ | ----- | ------ |
| Villarreal CF B    | 2014/15            | Segunda División B | 8     | 0      | –            | –            | 8     | 0      |
| Villarreal CF B    | 2015/16            | Segunda División B | 30    | 0      | –            | –            | 30    | 0      |
| Villarreal CF B    | Ogólnie            | Ogólnie            | 38    | 0      | 0            | 0            | 38    | 0      |
| Marbella FC        | 2016/17            | Segunda División B | 29    | 0      | –            | –            | 29    | 0      |
| Marbella FC        | 2017/18            | Segunda División B | 36    | 2      | 1            | 0            | 37    | 2      |
| Marbella FC        | Ogólnie            | Ogólnie            | 65    | 2      | 1            | 0            | 66    | 2      |
| CD Mirandés        | 2018/19            | Segunda División B | 20    | 0      | 1            | 0            | 21    | 0      |
| CD Mirandés        | 2019/20            | Segunda División   | 27    | 0      | 3            | 0            | 30    | 0      |
| CD Mirandés        | Ogólnie            | Ogólnie            | 47    | 0      | 4            | 0            | 51    | 0      |
| Ogólnie w karierze | Ogólnie w karierze | Ogólnie w karierze | 150   | 2      | 5            | 0            | 155   | 2      |

### Reprezentacyjne
(aktualne na dzień 3 września 2020)
| Reprezentacja | Rok     | Mecze | Bramki |
| ------------- | ------- | ----- | ------ |
| Dominikana    | 2012    | 3     | 0      |
| Dominikana    | 2014    | 1     | 0      |
| Dominikana    | 2016    | 3     | 0      |
| Dominikana    | 2017    | 2     | 0      |
| Dominikana    | 2018    | 4     | 0      |
| Dominikana    | 2019    | 3     | 0      |
| Ogólnie       | Ogólnie | 16    | 0      |

| Mecze i gole w reprezentacji | Mecze i gole w reprezentacji | Mecze i gole w reprezentacji           | Mecze i gole w reprezentacji | Mecze i gole w reprezentacji | Mecze i gole w reprezentacji | Mecze i gole w reprezentacji                        |
| Reprezentacja                | Reprezentacja                | Reprezentacja                          | Reprezentacja                | Reprezentacja                | Reprezentacja                | Reprezentacja                                       |
| Lp.                          | Data                         | Miejsce                                | Przeciwnik                   | Wynik                        | Gol                          | Rozgrywki                                           |
| ---------------------------- | ---------------------------- | -------------------------------------- | ---------------------------- | ---------------------------- | ---------------------------- | --------------------------------------------------- |
| 1.                           | 07.12.2012                   | Saint John’s, Antigua i Barbuda        | Antigua i Barbuda            | 1:2                          |                              | Złoty Puchar CONCACAF 2013                          |
| 2.                           | 09.12.2012                   | Saint John’s, Antigua i Barbuda        | Haiti                        | 1:2                          |                              | Złoty Puchar CONCACAF 2013                          |
| 3.                           | 11.12.2012                   | Saint John’s, Antigua i Barbuda        | Trynidad i Tobago            | 2:1                          |                              | Złoty Puchar CONCACAF 2013                          |
| 4.                           | 03.09.2014                   | Saint John’s, Antigua i Barbuda        | Saint Vincent i Grenadyny    | 0:1                          |                              | Złoty Puchar CONCACAF 2015                          |
| 5.                           | 30.08.2016                   | Bayamón, Portoryko                     | Portoryko                    | 0:1                          |                              | Mecz towarzyski                                     |
| 6.                           | 05.10.2016                   | Couva, Trynidad i Tobago               | Trynidad i Tobago            | 4:0                          |                              | Złoty Puchar CONCACAF 2017                          |
| 7.                           | 08.10.2016                   | San Cristóbal, Dominikana              | Martynika                    | 1:2                          |                              | Złoty Puchar CONCACAF 2017 (nieuznawany przez FIFA) |
| 8.                           | 08.11.2017                   | Diriamba, Nikaragua                    | Nikaragua                    | 0:3                          |                              | Mecz towarzyski (nieuznawany przez FIFA)            |
| 9.                           | 11.11.2017                   | San Cristóbal, Dominikana              | Nikaragua                    | 1:0                          |                              | Mecz towarzyski (nieuznawany przez FIFA)            |
| 10.                          | 22.03.2018                   | Santo Domingo, Dominikana              | Turks i Caicos               | 4:0                          |                              | Mecz towarzyski                                     |
| 11.                          | 25.03.2018                   | Santiago de los Caballeros, Dominikana | Saint Kitts i Nevis          | 2:1                          |                              | Mecz towarzyski                                     |
| 12.                          | 12.10.2018                   | Santiago de los Caballeros, Dominikana | Kajmany                      | 3:0                          |                              | el. Ligi Narodów CONCACAF 2019/2020                 |
| 13.                          | 17.11.2018                   | Hawana, Kuba                           | Kuba                         | 1:0                          |                              | el. Ligi Narodów CONCACAF 2019/2020                 |
| 14.                          | 24.03.2019                   | Santiago de los Caballeros, Dominikana | Bermudy                      | 1:3                          |                              | el. Ligi Narodów CONCACAF 2019/2020                 |
| 15.                          | 12.10.2019                   | Santo Domingo, Dominikana              | Saint Lucia                  | 3:0                          |                              | Liga Narodów CONCACAF 2019/2020                     |
| 16.                          | 15.10.2019                   | Santo Domingo, Dominikana              | Montserrat                   | 0:0                          |                              | Liga Narodów CONCACAF 2019/2020                     |